# Bud Abbott
William Alexander (Bud) Abbott (Asbury Park (New Jersey), 2 oktober 1897 – Woodland Hills (Californië), 24 april 1974) was een Amerikaans acteur, producent en komiek. Hij is vooral bekend als de aangever van Lou Costello in het komisch duo Abbott en Costello.

## Loopbaan
Abbott werkte in casino's, en als aangever van onder anderen Harry Steepe en Harry Evanson. In 1931 viel hij in voor de zieke aangever van Lou Costello, en dat leidde tot een vaste samenwerking, zowel in het theater als op radio en in de film. Van de opbrengst van hun samenwerking was 60 procent voor Abbott en 40 procent voor Costello. Lou Costello had dit voorgesteld, omdat "komieken voor een kwartje per dozijn beschikbaar waren, maar een goede aangever goud waard was". In 1957 beëindigden de twee de samenwerking, ze waren beiden blut als gevolg van problemen met de Internal Revenue Service, de Amerikaanse belastingdienst.
Abbott probeerde begin jaren 60 nog een nieuwe samenwerking met Candy Candido, maar dat werd geen succes.
Bud Abbott was van 1918 tot zijn dood getrouwd met Betty Smith. Samen hadden zij twee geadopteerde kinderen.

## Filmografie
- One Night in the Tropics (1940)
- Hit the Ice (1945)
- Bud Abbott and Lou Costello in Hollywood (1945)
- Abbott and Costello Meet Frankenstein (1948)
- Abbott and Costello Meet the Killer, Boris Karloff (1949)
- Abbott and Costello in the Foreign Legion (1950)
- Abbott and Costello Meet the Invisible Man (1951)
- Abbott and Costello Meet Captain Kidd (1952)
- Abbott and Costello Meet Dr. Jekyll and Mr. Hyde (1953)
- Abbott and Costello Go to Mars (1953)
- Abbott and Costello Meet the Mummy (1955)